# 比特哈德
比特哈德是德国巴伐利亚州的一个市镇。总面积36.26平方公里，总人口1272人，其中男性642人，女性630人（2011年12月31日），人口密度35人/平方公里。